# Bangarmau
Bangarmau é uma cidade e um município no distrito de Unnao, no estado indiano de Uttar Pradesh.

## Geografia
Bangarmau está localizada a 26° 54′ N, 80° 13′ L. Tem uma altitude média de 122 metros (400 pés).

## Demografia
Segundo o censo de 2001, Bangarmau tinha uma população de 31,626 habitantes. Os indivíduos do sexo masculino constituem 52% da população e os do sexo feminino 48%. Bangarmau tem uma taxa de literacia de 56%, inferior à média nacional de 59.5%; com 57% para o sexo masculino e 43% para o sexo feminino. 16% da população está abaixo dos 6 anos de idade.